# Constantin Movilă
Constantin Movilă fou un Voivoda (Príncep) de Moldàvia entre els anys 1607 i 1611.
Fill de Ieremia Movilă, gràcies a les conxorxes de palau orquestradres per la seva mare, Elisabet Csomortany de Losoncz, fou nomenat Voivoda moldau fent fora del tron al seu cosí Miquel Movilă que al seu torn havia heretat el tron del seu pare Simeó Movilă l'any 1607.
L'any 1610 va donar exili a Radu Şerban, Voivoda de Valàquia que havia estat fet fora del tron valac pels otomans. Un any després Esteve Tomşa II (en romanès Ştefan Tomşa al II-lea o Ştefan al IX-lea Tomşa), que pretenia ser fill del efimer voivoda Esteve VII Tomşa el va derrocar havent de fugir Constantin a Polònia.
Amb l'ajut dels seus partidaris i de la resta de la seva família va organitzar un exèrcit per recuperar el tron, però fou vençut i fet presoner a prop del riu Dnièster pels tàtars el juliol de 1612, que més tard el varen executar, a l'edat de 17 anys.